# NASA Puffin
NASA Puffin byl koncept jednomístného letadla na elektrický pohon americké agentury NASA, který by měl schopnost kolmého vzletu a přistání (VTOL). Patří tak k letadlům pro něž se vžilo označení eVTOL. Byl vytvořen model letadla ve třetinovém měřítku, ale k samotné stavbě letadla nedošlo. Návrh letounu vznikl jako součást disertační práce Marka D. Moora.

## Konstrukce
Návrh tohoto nekonvenčního letadla na elektrický pohon byl určen pro jednu osobu. Letoun měl startovat svisle ze svých ocasních ploch, které při pohybu po zemi sloužily i jako nohy podvozku, které se po vzletu letadla měly složit za trupem letounu a vytvořit ocasní plochy ve tvaru písmene X. Křídlo letadla mělo mít tvar obráceného písmene W. Na křídle se nacházely dvě gondoly, které měly obsahovat elektrické motory a lithium-fosfátové akumulátory. Pohonné jednotky měly roztáčet čtyřlisté vrtule. Pilot letadla by při vzletu stál, po přechodu do dopředného letu by se pilot ocitl vleže na břiše.

## Specifikace
Očekávané paremetry a výkony dle NASA

### Technické údaje
- Posádka: 1
- Užitečný náklad: ? kg
- Rozpětí: 4,1 m
- Výška: 3,65 m
- Prázdná hmotnost: 135 kg
- Výkon pohonné jednotky: 60 k

### Výkony
- Cestovní rychlost: 241 km/h
- Maximální rychlost: 482 km/h
- Dolet: 80 km
- Dostup: 9 144 m